# Banys de l'Almirall
Els Banys de l'Almirall és un edifici al barri de la Xerea, districte de la Ciutat Vella de València proper al Palau de l'Almirall d'Aragó, d'arquitectura islàmica, construït en el segle xiii i utilitzat fins al xx. El Bany de l'Almirall és un edifici de banys de caràcter humil que serveix per a conèixer com funcionava la vida quotidiana de les classes menys afavorides de la ciutat de València. S'hi desenvolupava una sociabilitat entre les dones i entre els hòmens, sexes que es reunien en dies o horaris distints. El bany constituïa un exercici d'higiene pràctica i permet conèixer les relacions socials de cadascuna de les èpoques.

## Història
Encara que són del segle xiv, època de dominació cristiana van ser construïts seguint l'estil i la tipologia de l'arquitectura islàmica, i en són la millor i quasi única mostra d'aquest tipus d'arquitectura a la ciutat de València, on tot va ser arrasat amb l'arribada dels cristians.
La València on entraren els primers ocupants cristians el 1238 era una ciutat molt ben proveïda d'establiments balnearis. El total de banys existents en aquell moment podia acostar-se als vint-i-cinc, amb una població d'uns 15.000 habitants. Així i tot, no serien més de cinc els banys que van sobreviure als anys immediatament posteriors a la conquesta. Calgué esperar al regnat de Jaume el Just (1291-1327) per a la creació de nous establiments balnearis nous de trinca. Fou llavors que es bastiren els banys de l'Almirall. El constructor del conjunt d'edificis format per un palau, un forn, el bany i, probablement, altres immobles de caràcter veïnals va ser el cavaller i jurista Pere de Vila-rasa. Les obres es consideren acabades el 1320 i des de llavors es van mantindre actius ininterrompudament fins al segle xx.
Durant el segle xix es va realitzar una restauració, donant-li un aspecte neoàrab al conjunt. En 1944 foren declarats monument historicoartístic i quinze anys més tard, en 1959, els banys tancaren definitivament després de més de sis segles com a bany públic. Entre 1961 i 1963 es va dur a terme un projecte de restauració destinat a eliminar la transformació neoàrab del segle xix. En 1985 la Generalitat Valenciana va adquirir l'edifici i en 1993 van ser declarats Bé d'Interès Cultural (BIC). En la mateixa dècada, en 1999 es va dur a terme un projecte de rehabilitació, les obres del qual es prolongaren entre 2001 i 2005, quan es van reobrir al públic per a la seua visita.

## Arquitectura
L'edifici consta de tres cambres amb volta: la sala freda, la tèbia i la calenta. La fàbrica és de murs sòlids i molt gruixuts per a resistir la humitat i mantenir la calor, sense més obertures que les de les menudes portes de trànsit i unes menudes lluernes estrellades obertes en les voltes i tapades amb vidres de colors. Habitualment a aquest conjunt, o bany pròpiament dit, s'afegia una sala amb funcions de vestíbul o lloc de repòs, a més dels locals de servici, com la sala de la caldera i el dipòsit de llenya.

### Sala freda
La sala freda és rectangular coberta amb volta de canó, i amb deu lluernes estrelades. Era la primera sala, a la qual s'accedia des del vestíbul, que donava al carrer. Era una estança de trànsit que disposava de latrines i d'un espai per alçar els utensilis de bany. També hi havia una pica d'aigua freda perquè els banyistes la barrejaren amb aigua calenta.

### Sala tèbia
De la freda s'accedia a la sala tèbia, on la gent passava la major part del temps. Aquesta sala, la més bella del conjunt, és la dependència de majors dimensions. De planta rectangular està dividida en tres trams mitjançant tres arcs que baixen en dues columnes. L'espai central està cobert per una cúpula octogonal sobre trompes, i en la cúpula s'obrin lluernes estrelades. Els espais laterals són rectangulars i estan coberts amb voltes de canó perforades amb lluernes estrelades.

### Sala calenta
El hammâm o bany de vapor àrab era la forma usual adoptada pels banys públics en els regnes hispànics medievals, i no només en els de tradició islàmica, sinó també en ciutats que no formaven part de l'Àndalus, com ara Girona. Així doncs, encara que segueixen la tradició dels banys de vapor àrabs, els de l'Almirall van ser construïts en època cristiana. Cal dir que aquests són els banys públics de la ciutat de València que més temps han estat oberts (quasi ininterrompudament des del segle xiv fins al xx).
Des de la sala tèbia s'entra a la calenta, que igual que la freda, és de planta rectangular coberta amb volta de canó i amb sis obertures estrelades. A la boca de la sala calenta hi ha una obertura que permet prendre-hi aigua en ebullició; l'aire calent produït pel foc de la caldera s'expandeix, a través d'un hipocaust o cambra de poca alçada, sota el terra de la sala, i després ascendeix per l'interior dels murs que limiten amb la sala temperada a través d'unes xemeneies denominades escalfadors. La sala calenta és la que defineix el bany de vapor. Com que el paviment estava molt calent, la gent abocava poals d'aigua contínuament i en generava vapor. Després de passar uns minuts en aquesta sala, els banyistes anaven a la sala tèbia per als massatges i per xarrar.

## Galeria d'imatges

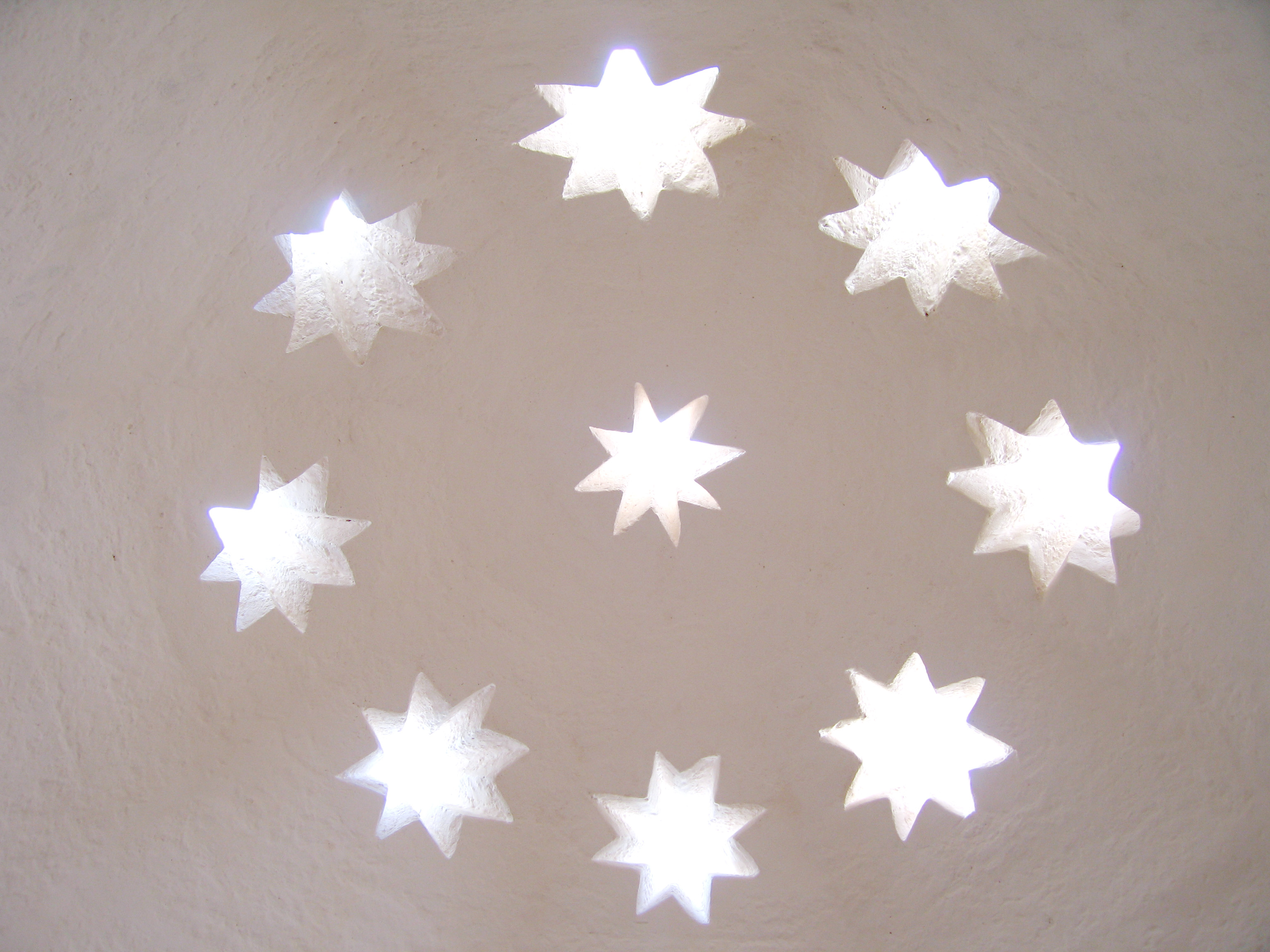
Sostre de la sala tèbia, amb una corona de huit lluernes en forma d'estrela de huit puntes, al voltant d'una novena lluerna homòloga.
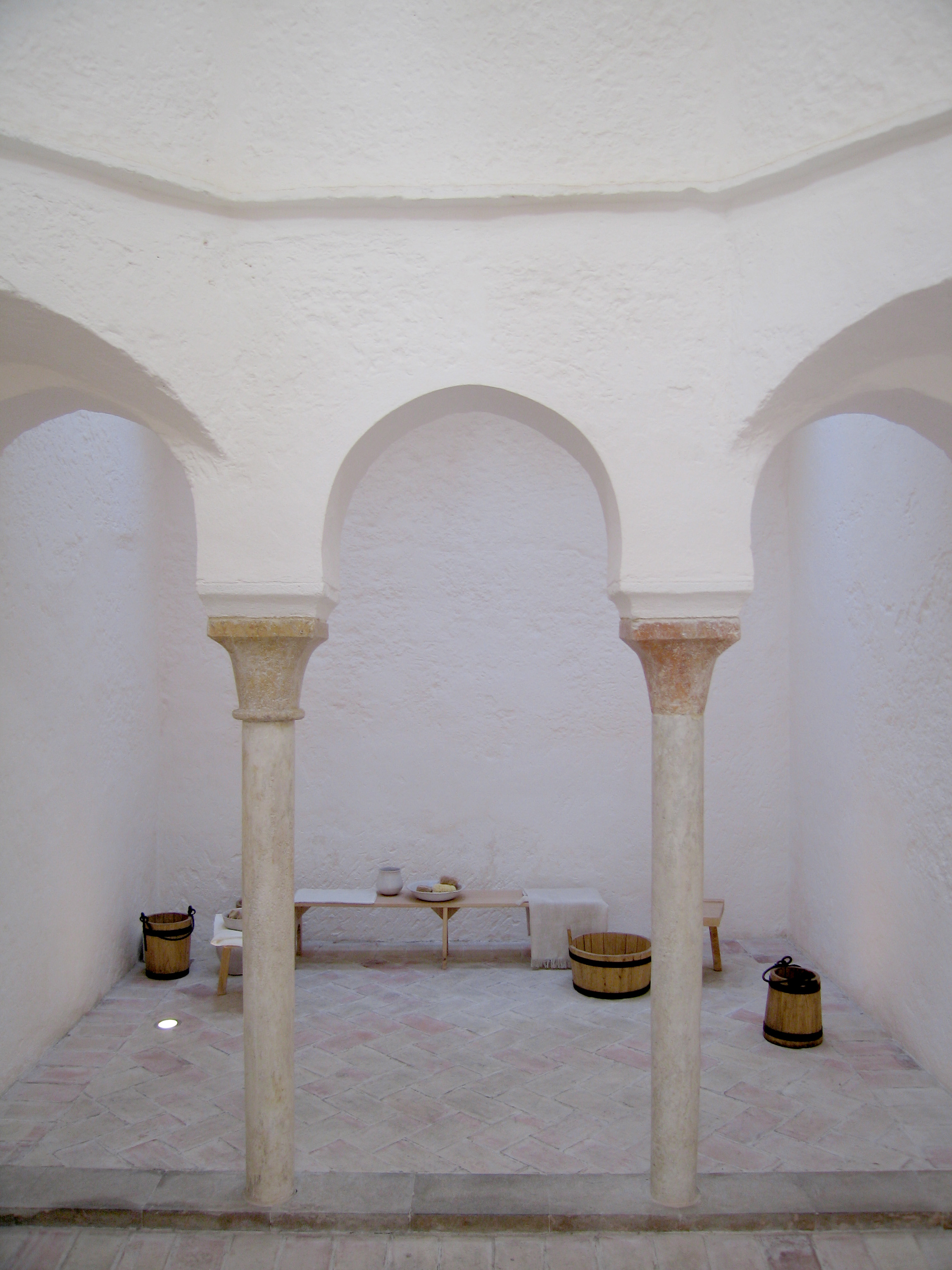
Sala tèbia. Costat nord, il·luminat pel sol a través de les lluernes de la volta
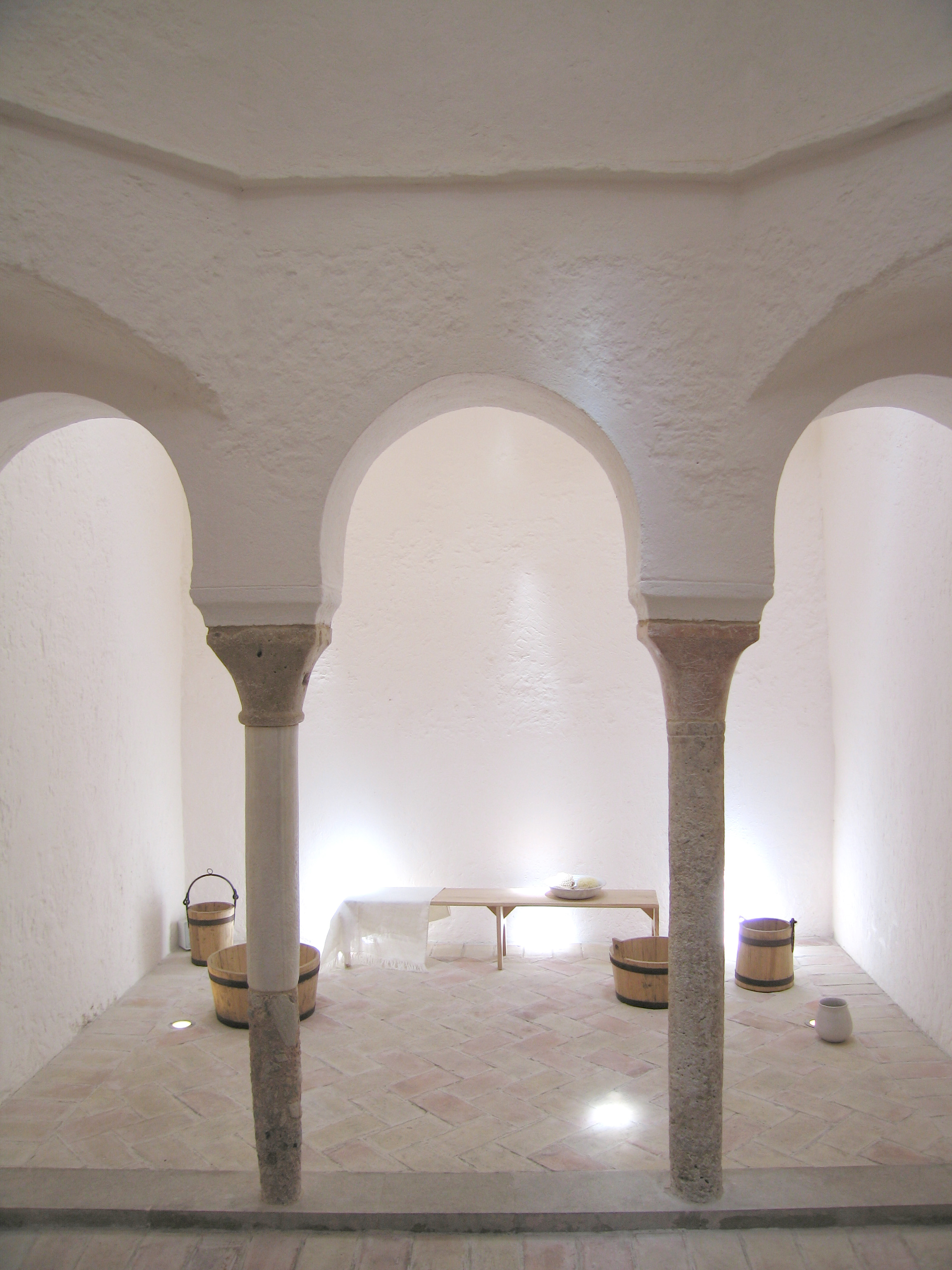
Sala tèbia. Costat sud. Al fons es veuen utensilis emprats per al bany
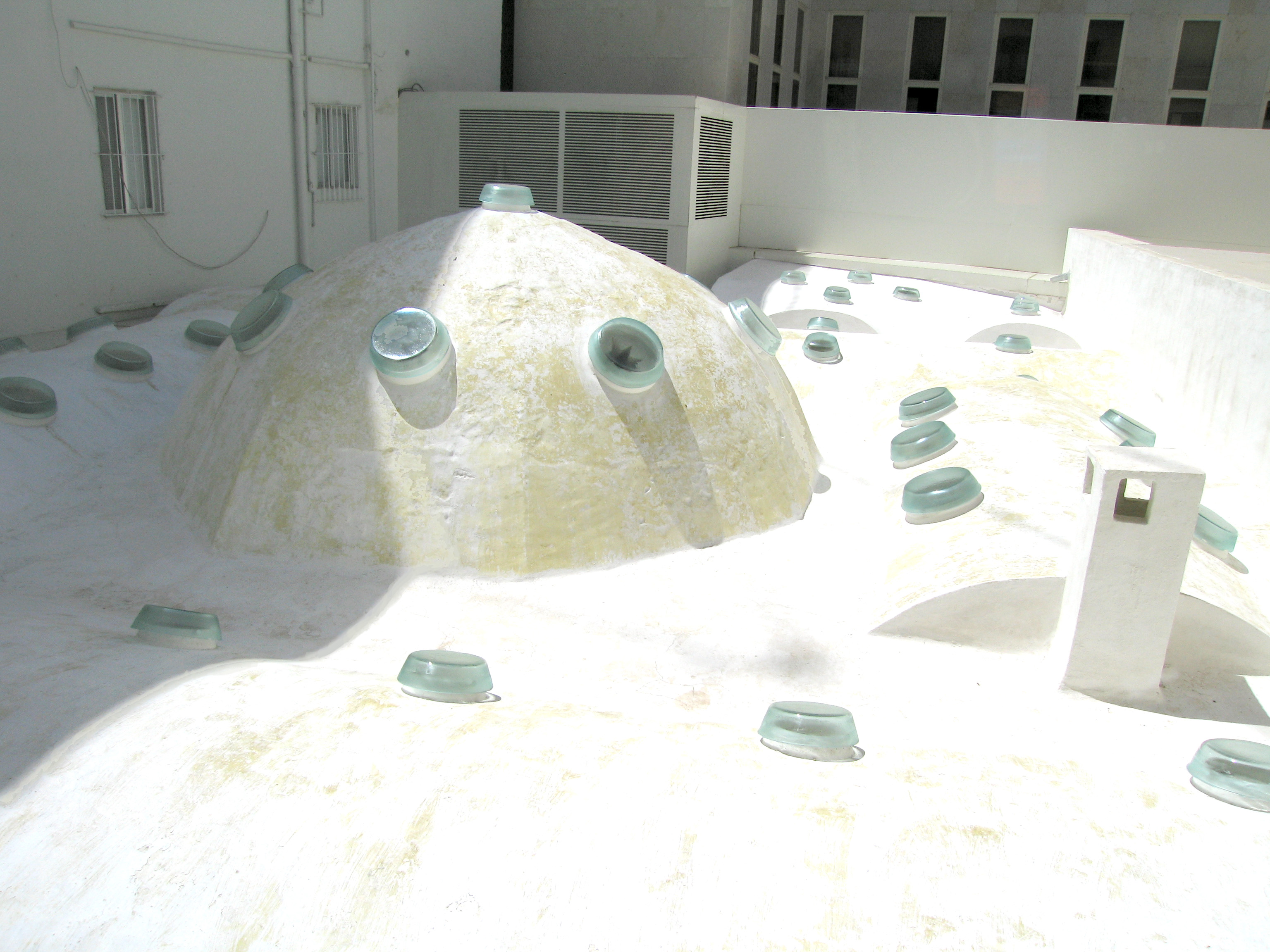
Volta vista des de l'exterior
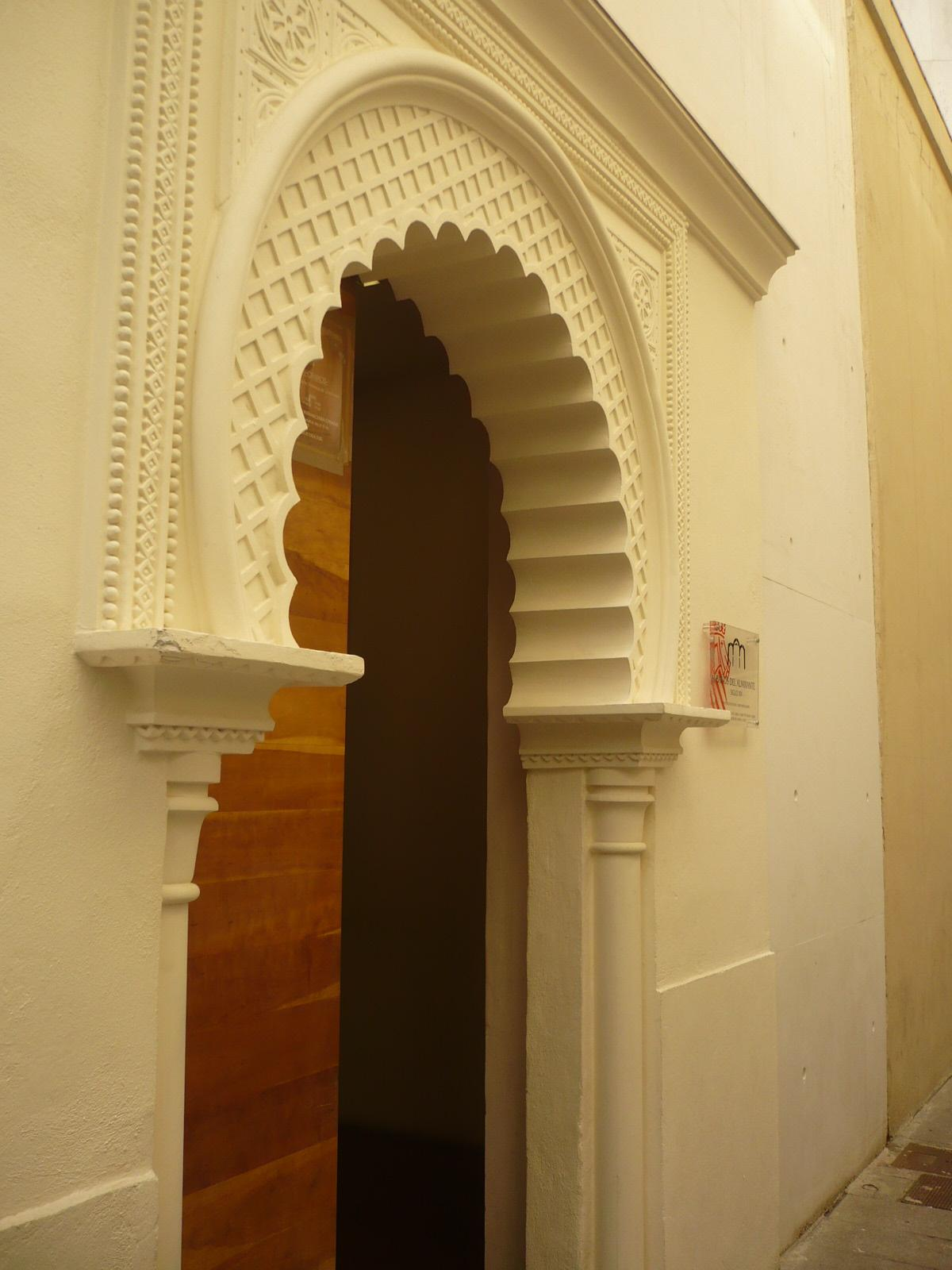
Porta d'accés a l'edifici